# Modelos (filme)
Cover Girl (bra/prt: Modelos) é um filme estadunidense de 1944, do género comédia romântico-musical, realizado por Charles Vidor para a Columbia Pictures.

## Sinopse
Dançarina de boate no Brooklyn ganha concurso para posar para a capa de uma famosa revista. Com a vida transformada de repente, ela começa a integrar-se na alta sociedade e é cortejada por um homem rico que mais tarde pede-a em casamento. Encantada com todo o glamour que a cerca, ela esquece quem realmente ama.

## Elenco
- Rita Hayworth...Rusty Parker / Maribelle Hicks
- Gene Kelly...Danny McGuire
- Lee Bowman...Noel Wheaton
- Leslie Brooks...Maurine Martin
- Eve Arden...Cornelia Jackson
- Otto Kruger...John Coudair
- Anita Colby...Srta. Colby
- Phil Silvers'...Genius

## Prémios e nomeações
| Prémio     | Categoria              | Recipiente                                          | Resultado |
| ---------- | ---------------------- | --------------------------------------------------- | --------- |
| Óscar 1945 | Melhor banda sonora    | Morris Stoloff, Carmen Dragon                       | Venceram  |
| Óscar 1945 | Melhor canção original | Jerome Kern, Ira Gershwin ("Long Ago and Far Away") | Indicados |
| Óscar 1945 | Melhor fotografia      | Rudolph Maté, Allen M. Davey                        | Indicados |
| Óscar 1945 | Melhor som             | John Livadary                                       | Indicado  |
| Óscar 1945 | Melhor direção de arte | Lionel Banks, Cary Odell, Fay Babcock               | Indicados |

## Números musicais
Cover Girl marca a primeira colaboração no cinema de Jerome Kern e Ira Gershwin :
- "The Show Must Go On" (Kern - música, Gershwin - letra)
- "Who's Complaining?" (Kern, Gershwin)
- "Sure Thing" (Kern, Gershwin)
- "Make Way For Tomorrow" (Kern, Gershwin, E.Y. Harburg - letra)
- "Put Me to the Test" (Kern, Gershwin)
- "Long Ago and Far Away" (Kern, Gershwin)
- "Poor John" (Henry E. Pether - música, Fred W. Leigh -letra)
- "Alter-Ego Dance" (Kern)
- "Cover Girl (That Girl on the Cover)" (Kern, Gershwin)

## Produção
Columbia Pictures pretendia originariamente utilizar o astro da Warner Bros. Dennis Morgan para protagonizar Cover Girl, mas quando o projeto de Gene Kelly para a MGM, Dragon Seed, foi adiado, ele foi emprestado. O chefe de produção da Columbia, Harry Cohn, era de início contrário a ter Kelly no filme, mas o produtor para convencer o ator, havia prometido que ele poderia coreografar os números musicais, sem contudo ter sido autorizado.
A Columbia deu a Kelly quase que o completo controle do filme, e muitas das ideias dele contribuíram para que a produção obtivesse um sucesso duradouro. Ele removeu muitas das paredes acústicas do palco, para que pudesse juntamente com Hayworth e Silvers dançar ao longo da rua em uma única tomada. Ele também usou um truque cinematográfico para que aparentasse dançar com seu reflexo no espelho, no número "Alter-Ego Dance", usando de "sobreposição" para dar ao seu "duplo" uma transparência fantasmagórica. Kelly, juntamente com Stanley Donen, idealizou sua coreografia. Os historiadores de cinema consideram Cover Girl como o momento em que Kelly acertou seu passo num musical que prenunciava o seu melhor no futuro.
Foi o quarto musical de Rita Hayworth — nos dois primeiros ela teve como parceiro Fred Astaire. Nas canções, a voz da atriz foi dublada por Martha Mears.
Cover Girl foi o primeiro musical da Columbia em Technicolor  e a primeira vez do compositor Arthur Schwartz como produtor. O filme foi um grande sucesso e tornou astros tanto Hayworth como Kelly. Esse êxito de Cover Girl levou a MGM a prestar mais atenção a Kelly e lhe permitiu criar seus próprios números de dança no filme seguinte, Anchors Aweigh de 1945, que estrelou com Frank Sinatra. A Columbia comprou os direitos de Pal Joey, que Kelly estrelara na Broadway, esperando repetir a parceria dele com Hayworth, mas a MGM recusou-se a cedê-lo. O filme foi realizado com Sinatra como o protagonista.